# Slavko Kalezić
Slavko Kalezić (Podgorica, 4 oktober 1985) is een Montenegrijns zanger.

## Biografie
Kalezić nam in 2013 deel aan X Factor Adria, een talentenjacht in Servië. Een jaar later bracht hij zijn debuutalbum uit. In december 2016 werd hij door de Montenegrijnse openbare omroep aangewezen om zijn vaderland te vertegenwoordigen op het Eurovisiesongfestival 2017 in Kiev. Daar haalde hij de finale niet. Hij "won" daar wel de Barbara Dex Award voor de slechtst geklede artiest in deze editie van het festival.
- Library of Congress Control Number: no2019100339
- MusicBrainz: 01683b74-b0ff-49a1-bb12-a3e50ffb5c2a
- Virtual International Authority File: 6282156374138707710005

2007: Stevan Faddy · 
2008: Stefan Filipović · 
2009: Andrea Demirović · 
2012: Rambo Amadeus · 
2013: Who See feat. Nina Žižić · 
2014: Sergej Ćetković · 
2015: Knez · 
2016: Highway · 
2017: Slavko Kalezić · 
2018: Vanja Radovanović · 
2019: D Mol · 
2022: Vladana · 
2025: Nina Žižić